# Symphonic Music of Yes
Symphonic Music of Yes é um álbum de 1993 da Orquestra Filarmônica de Londres, fazendo covers de músicas da banda de rock progressivo Yes, com a English Chamber Orchestra e o London Community Gospel Choir. Os arranjos foram de Dee Palmer. Tocando no álbum estavam o guitarrista do Yes Steve Howe, e o baterista do Yes, Bill Bruford. Algumas faixas também apresentavam o vocalista do Yes, Jon Anderson, e o tecladista adicional do ABWH, Julian Colbeck.

## Lista de músicas
Música de Yes; Organizado e conduzido por Dee Palmer
1. "Roundabout" – 6:10
2. "Close to the Edge" – 7:39
3. "Wonderous Stories" – 3:52
4. "I've Seen All Good People" – 3:50
5. "Mood for a Day" – 3:03
6. "Owner of a Lonely Heart" – 4:43
7. "Survival" - 4:16
8. "Heart of the Sunrise" – 7:49
9. "Soon" - 6:17
10. "Starship Trooper" - 7:17

## Pessoal
Músicos
- Jon Anderson – vocais (nas faixas 1 e 4)
- Steve Howe – guitarra elétrica, violões de 6 e 12 cordas, violão espanhol, steel guitar, guitarra Dobro, bandolim, backing vocals
- Dee Palmer – sintetizador, piano de cauda, vocoder, órgão Hammond
- Tim Harries – baixo
- Bill Bruford – bateria
- A Orquestra Filarmônica de Londres nas faixas 1 a 4, 6, 8 a 10
- A London Community Gospel Choir nas faixas 4 e 7
- A English Chamber Orchestra (ECO) nas faixas 5 e 7

Produção
- Roger Dean – arte
- Pete Smith – produtor executivo
- Steve Vining – produtor executivo
- Alan Parsons – mixador e engenheiro de orquestra